# Sainte-Marie-Outre-l’Eau
Sainte-Marie-Outre-l’Eau település Franciaországban, Calvados megyében. Lakosainak száma 128 fő (2022. január 1.). Sainte-Marie-Outre-l’Eau Landelles-et-Coupigny, Pont-Bellanger, Saint-Vigor-des-Monts és Tessy-Bocage községekkel határos.

## Népesség
A település népessége az elmúlt években az alábbi módon változott:
| Lakosok száma | 224  | 119  | 106  | 93   | 104  | 118  | 123  | 124  | 125  | 128  |
|               | 1968 | 1982 | 1990 | 2006 | 2013 | 2015 | 2017 | 2019 | 2020 | 2022 |